# Ubi primum (Benedicto XIV)
Ubi primum es una encíclica del Papa Benedicto XIV publicada el 3 de diciembre de 1740. Está dirigida a los obispos y les pide que pongan mayor atención a los deberes propios que tienen en cuanto pastores de las ovejas católicas especialmente para con el clero (preparación teológica y fidelidad al magisterio, pero también vida moral concorde). Recuerda a los obispos que aunque los requisitos de edad se cumplan para que un candidato pase de un orden a otro, se ha de tomar en cuenta la verdadera idoneidad del candidato y no promoverlo sin que conste esta, todo por el bien de los fieles y evitar escándalos. Trata también del cuidado del seminario que el obispo ha de realizar personalmente pues:

«Molto spesso i Vescovi furono soliti lamentarsi che la messe era molta e gli operai pochi; ma forse avrebbero dovuto anche dolersi di non aver dedicato essi stessi lo zelo necessario per formare operai pari e adeguati alla messe. Infatti i buoni e valorosi operai non nascono, ma si fanno; e spetta soprattutto alla solerzia e all'impegno dei Vescovi che si facciano».
Muy frecuentemente los obispos se han lamentado que la mies era mucha y los obreros pocos; pero quizás tendrían que haberse lamentado también de no haber dedicado ellos mismos el celo necesario para formar obreros dignos y adecuados para la mies. De hecho, los buenos y valerosos obreros no nacen, sino que se hacen; y corresponde sobre todo al empeño y a la prontitud de los obispos que se hagan.
Encíclica Ubi primum de Benedicto XIV, punto Nº 2.

Dedica luego los siguientes párrafos a recordar a los obispos la obligación de permanecer en sus diócesis y de visitar hasta el último rincón de su territorio. Finalmente exhorta a los obispos a ser ellos mismos los principales promotores de los sacramentos y de la liturgia entre los sacerdotes y fieles.
Es la primera carta de un Papa en llevar el título de «encíclica»: «Epistola Encyclica et Commonitoria ad omnes Episcopos».